# Distrito de Mayenne
El distrito de Mayenne es un distrito (en francés arrondissement) de Francia, que se localiza en el departamento de Mayenne, de la región de Países del Loira (en francés Pays de la Loire). Cuenta con 12 cantones y 102 comunas.

## División territorial

### Cantones
Los cantones del distrito de Mayenne son:
1. Cantón de Ambrières-les-Vallées
2. Cantón de Bais
3. Cantón de Couptrain
4. Cantón de Ernée
5. Cantón de Gorron
6. Cantón de Le Horps
7. Cantón de Landivy
8. Cantón de Lassay-les-Châteaux
9. Cantón de Mayenne-Est
10. Cantón de Mayenne-Ouest
11. Cantón de Pré-en-Pail
12. Cantón de Villaines-la-Juhel

### Comunas
| 1. Alexain (53002)                      | 2. Ambrières-les-Vallées (53003)        | 3. Aron (53008)                     | 4. Averton (53013)                      |
| 5. Bais (53016)                         | 6. La Bazoge-Montpinçon (53021)         | 7. La Bazouge-des-Alleux (53023)    | 8. Belgeard (53028)                     |
| 9. Boulay-les-Ifs (53038)               | 10. Brecé (53042)                       | 11. Carelles (53047)                | 12. Champfrémont (53052)                |
| 13. Champgenéteux (53053)               | 14. Champéon (53051)                    | 15. Chantrigné (53055)              | 16. La Chapelle-au-Riboul (53057)       |
| 17. Charchigné (53061)                  | 18. Chevaigné-du-Maine (53069)          | 19. Châtillon-sur-Colmont (53064)   | 20. Colombiers-du-Plessis (53071)       |
| 21. Commer (53072)                      | 22. Contest (53074)                     | 23. Couesmes-Vaucé (53079)          | 24. Couptrain (53080)                   |
| 25. Courcité (53083)                    | 26. Crennes-sur-Fraubée (53085)         | 27. La Dorée (53093)                | 28. Désertines (53091)                  |
| 29. Ernée (53096)                       | 30. Fougerolles-du-Plessis (53100)      | 31. Gesvres (53106)                 | 32. Gorron (53107)                      |
| 33. Grazay (53109)                      | 34. La Haie-Traversaine (53111)         | 35. Le Ham (53112)                  | 36. Hambers (53113)                     |
| 37. Hardanges (53114)                   | 38. Hercé (53115)                       | 39. Le Horps (53116)                | 40. Le Housseau-Brétignolles (53118)    |
| 41. Izé (53120)                         | 42. Javron-les-Chapelles (53121)        | 43. Jublains (53122)                | 44. Landivy (53125)                     |
| 45. Larchamp (53126)                    | 46. Lassay-les-Châteaux (53127)         | 47. Lesbois (53131)                 | 48. Levaré (53132)                      |
| 49. Lignières-Orgères (53133)           | 50. Loupfougères (53139)                | 51. Madré (53142)                   | 52. Marcillé-la-Ville (53144)           |
| 53. Martigné-sur-Mayenne (53146)        | 54. Mayenne (53147)                     | 55. Montaudin (53154)               | 56. Montenay (53155)                    |
| 57. Montreuil-Poulay (53160)            | 58. Moulay (53162)                      | 59. Neuilly-le-Vendin (53164)       | 60. Oisseau (53170)                     |
| 61. La Pallu (53173)                    | 62. Parigné-sur-Braye (53174)           | 63. Le Pas (53176)                  | 64. La Pellerine (53177)                |
| 65. Placé (53179)                       | 66. Pontmain (53181)                    | 67. Pré-en-Pail (53185)             | 68. Ravigny (53187)                     |
| 69. Rennes-en-Grenouilles (53189)       | 70. Le Ribay (53190)                    | 71. Sacé (53195)                    | 72. Saint-Aignan-de-Couptrain (53196)   |
| 73. Saint-Aubin-Fosse-Louvain (53199)   | 74. Saint-Aubin-du-Désert (53198)       | 75. Saint-Baudelle (53200)          | 76. Saint-Berthevin-la-Tannière (53202) |
| 77. Saint-Calais-du-Désert (53204)      | 78. Saint-Cyr-en-Pail (53208)           | 79. Saint-Denis-de-Gastines (53211) | 80. Saint-Ellier-du-Maine (53213)       |
| 81. Saint-Fraimbault-de-Prières (53216) | 82. Saint-Georges-Buttavent (53219)     | 83. Saint-Germain-d'Anxure (53222)  | 84. Saint-Germain-de-Coulamer (53223)   |
| 85. Saint-Julien-du-Terroux (53230)     | 86. Saint-Loup-du-Gast (53234)          | 87. Saint-Mars-du-Désert (53236)    | 88. Saint-Mars-sur-Colmont (53237)      |
| 89. Saint-Mars-sur-la-Futaie (53238)    | 90. Saint-Martin-de-Connée (53239)      | 91. Saint-Pierre-des-Nids (53246)   | 92. Saint-Pierre-sur-Orthe (53249)      |
| 93. Saint-Samson (53252)                | 94. Saint-Thomas-de-Courceriers (53256) | 95. Sainte-Marie-du-Bois (53235)    | 96. Soucé (53261)                       |
| 97. Thuboeuf (53263)                    | 98. Trans (53266)                       | 99. Vautorte (53269)                | 100. Vieuvy (53270)                     |
| 101. Villaines-la-Juhel (53271)         | 102. Villepail (53272)                  |                                     |                                         |